# فربيون مسنن
الفربيون المسنن (باللاتينية: Euphorbia denticulata) نوع نباتي يتبع جنس الفربيون من الفصيلة اللبنية.

## الموئل والانتشار
ينتشر في المشرق العربي وتركيا.